# Jorge Soriano José
Jorge Soriano José, también conocido por la forma catalana del nombre Jorge, Jordi Soriano, es un expolítico y empresario catalán conocido por estar imputado en la pieza n.º 6 del caso Mercurio en relación con su etapa como concejal del Partido Popular de Cataluña en el ayuntamiento de Sabadell, así como por su implicación con las compañías aéreas Air Andorra y Andorra Airlines.

## Trayectoria

### Política
Jorge Soriano José fue militante del Partido Popular de Cataluña. Con las elecciones municipales de España de 2003 comenzó a ser edil en el ayuntamiento de Sabadell. Tras las elecciones municipales de España de 2011 accedió al puesto de portavoz municipal del grupo popular en el ayuntamiento de Sabadell, gobernado por Manuel Bustos, del Partido de los Socialistas de Cataluña.
Durante esa legislatura, se producirían los vertidos sin licencia en tierras de la finca de Can Xupa, término municipal de Sabadell, a instancias del empresario José Manuel González y por los que se comenzó la pieza n.º 6 del caso más amplio de corrupción en la zona conocido como caso Mercurio.
Según Ramón González, titular del Juzgado de Instrucción n.º 1 de Sabadell, Jorge Soriano fue el principal responsable y beneficiario de la trama, llegando a obtener comisiones por cinco operaciones urbanísticas: las obras de ampliación del cementerio local, las de la Feria de Sabadell y las del centro cívico de Can Llong, además de una recalificación de terrenos y unas licencias para fincas agrícolas.
En 2015 fue condenado por cobrar fraudulentamente una invalidez desde 2006. En 2021, el juez que llevaba la causa del caso Mercurio propuso que fuese juzgado dentro de la pieza.

### Empresarial
Jorge Soriano fue intermediario entre Air Andorra y diversos inversores potenciales para la compañía creada por José Borrás y Rafael Calabria. Su intermediación se inició cuando la aerolínea solicitó la intermediación del despacho barcelonés Laporta & Arbós, de Joan Laporta, aunque el propio Jorge Soriano reconoció que el despacho no terminaba de fiarse del proyecto y por ello él quedó como intermediador a título particular.
En 2015, Jorge Soriano registra Andorra Airlines Flights S.L. con la intención de ocupar las rutas en dirección al aeropuerto de Andorra-La Seu, que aun estando en la Seo de Urgel se quería utilizar a todos los efectos como el aeropuerto de Andorra, pues el país pirenaico no cuenta con ninguna pista aeroportuaria dentro de sus fronteras.
Desde 2015 se ha buscado establecer la aerolínea como la compañía encargada de la línea regular Madrid-Seo de Urgel, estando hasta el momento en manos de Air Nostrum y dedicándose la aerolínea a vuelos chárter.